# NGC 2614
NGC 2614 ist eine Spiralgalaxie vom Hubble-Typ Sc im Sternbild Großer Bär am Nordsternhimmel. Sie ist schätzungsweise 160 Millionen Lichtjahre von der Milchstraße entfernt und hat einen Durchmesser von etwa 90.000 Lichtjahren. Die Entfernungsmessungen basierend auf den Radialgeschwindigkeiten stimmen nicht mit den rotverschiebungsunabhängigen Entfernungsschätzungen von 92 ± 19 Millionen Lichtjahren überein. 

Gemeinsam mit NGC 2629, NGC 2646, IC 520 bildet sie die IC 520-Gruppe.
Das Objekt wurde am 1. Dezember 1863 von Heinrich Louis d’Arrest entdeckt.